# Misiganahalli, Holenarsipur
Misiganahalli là một làng thuộc tehsil Holenarsipur, huyện Hassan, bang Karnataka, Ấn Độ.